# Эбби, Генри

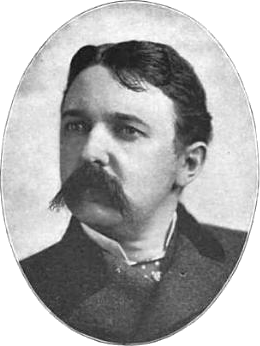
Генри Эбби

Генри Юджин Эбби (англ. Henry Eugene Abbey; 27 июня 1846, Акрон, Огайо — 17 октября 1896, Нью-Йорк) — американский театральный и музыкальный импресарио.
Сын часовщика-ювелира. Увлёкшись театром, уже в 1869 году выступил в качестве продюсера театральной постановки в своём родном городе, а на следующий год впервые собрал гастрольную труппу. В 1871 году после смерти отца унаследовал ювелирный магазин, который продал для дальнейших занятий театром. Некоторое время Эбби продолжал работать в Акроне, выезжая с гастролями во главе различных театральных и оперных составов (с охватом территории от Бостона до Канзас-сити), в сезоне 1876—1877 гг. вместе с Джоном Шоффелем продюсировал оперный театр в Баффало, а затем обосновался в Нью-Йорке.
Сезон 1877 г. Эбби и его партнёр Шоффель начали во главе небольшого Park Theatre в Нью-Йорке. Дела их пошли удачно, и в скором времени они открыли театры с таким же названием в Бостоне и Филадельфии, а с 1880 г. приобрели права на театр Бута (которым прежде управлял выдающийся актёр Эдвин Бут) и с успехом эксплуатировали это популярное имя. В 1881 году крупным успехом Эбби стала организация первых американских гастролей Сары Бернар.
В сезоне 1883—1884 гг. Эбби стал первым генеральным менеджером новосозданной Метрополитен-опера, главными звёздами которой стали Кристина Нильсон и Марчелла Зембрих; репертуар был преимущественно итальянским. В коммерческом отношении сезон оказался полностью провальным, однако это не помешало Эбби в дальнейшем несколько раз возвращаться в Метрополитен-опера: в 1887 г. он собрал для выступлений на этой сцене труппу, где центральной фигурой была Аделина Патти, а в 1890 г. организовал там же первое в США выступление Франческо Таманьо. Наконец, Эбби с партнёрами осуществлял генеральный менеджмент Метрополитен-опера в 1891—1894 гг. Помимо оперных постановок, Эбби занимался и концертными программами на этой же сцене: он, в частности, продюсировал нью-йоркские гастроли Эжена д’Альбера и Пабло Сарасате, а также первое американское выступление 10-летнего Иосифа Гофмана.